# Shannon (Insel)
Shannon ist eine grönländische Insel im Nordost-Grönland-Nationalpark. Sie gehört zu den zehn größten Inseln Grönlands.

## Geografie
Die unbewohnte Insel liegt 12 km vor der Ostküste der Halbinsel Hochstetter Forland, von dieser getrennt durch den Shannon Sund. Flächenangaben variieren zwischen 1256,9 km², 1258,5 km², 1259 km² und 1280 km². Sie ist 57 km lang und bis zu 46 km breit. Die Insel ist recht flach. Ihre höchste Erhebung, der Meyerstein Bjerg, erreicht nur eine Höhe von 305 m über dem Meer. Die Insel hat eine Halbinsel im Nordosten, die durch die Sengstacke Bugt und die Nordenskiöld Bugt begrenzt wird, sowie einen noch größeren Ausläufer im Osten, mit Frosnebugt im Norden und Freeden Bugt im Süden. Die Insel hat mehrere benannte Kaps: Kap Børgen im Norden, Kap Sussi im Nordosten, Kap Pansch und Kap Philip Broke im Norden und Süden des östlichen Ausläufers, Kap David Gray im Süden, Kap Tramnitz im Südwesten und Kap Copeland im Osten.
Südlich der Insel befindet sich, hervorgerufen durch regelmäßige Winde, die das Packeis vom küstennahen Festeis forttreiben, eine der größten Polynjas Ostgrönlands. Reste von Siedlungen der Thule-Kultur in dieser Region deuten darauf hin, dass die Polynja seit Jahrhunderten stabil ist und von den Inuit als Jagdrevier für Robben und Wale genutzt wurde.

## Flora und Fauna
Die Vegetation auf der Shannon-Insel ist die einer hocharktischen Tundra. An Säugetieren kommen Halsbandlemminge, Schneehasen, Hermeline, Polarfüchse, Rentiere, Eisbären und Walrosse vor. Die Zahl der Moschusochsen ist im 20. Jahrhundert drastisch zurückgegangen. 1936 schätzte man die Population auf 800 bis 1000 Tiere und 1976 auf 300. 1988 bis 1990 wurde trotz intensiver Suche nur noch eine Gruppe aus elf Tieren beobachtet.
An Vögeln sind die Schneeeule, der Kolkrabe, die Schneeammer, das Schneehuhn, die Eiderente, die Küstenseeschwalbe, der Meerstrandläufer sowie verschiedene Möwen zu finden.

## Geschichte

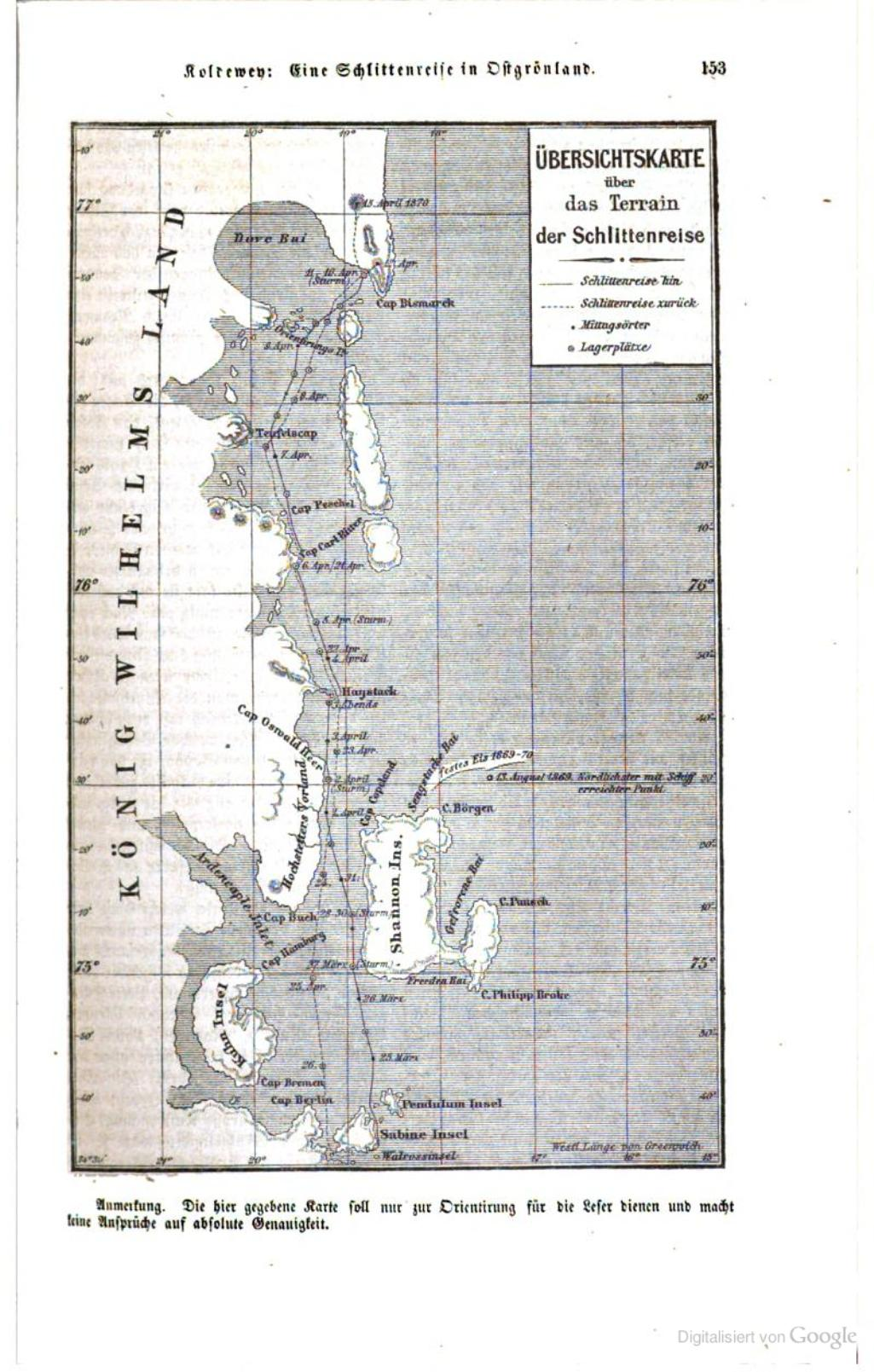
Karte der Koldewey-Expedition

Erstmals von Europäern entdeckt wurde die Insel 1823 durch den britischen Polarforscher Douglas Clavering, der sie nach der HMS Shannon benannte, einer Fregatte der Royal Navy, auf der er zuvor als Midshipman gefahren war. 1869 erreichte die Zweite Deutsche Nordpolar-Expedition unter Kapitän Carl Koldewey hier ihren nördlichsten Punkt. Sie nahm die Insel kartografisch auf und vergab einige geografische Namen wie Kap Børgen, Kap Copeland und Kap Pansch nach den Expeditionsteilnehmern Karl Börgen, Ralph Copeland und Adolf Pansch.
1909/10 überwinterte die Alabama-Expedition, eine Suchexpedition nach Ludvig Mylius-Erichsen, dem verschollenen Leiter der Danmark-Expedition, auf der Insel. Ejnar Mikkelsen und Iver Iversen (1884–1968) reisten mit dem Hundeschlitten 560 km über das Inlandeis nach Norden, ohne Mylius-Erichsen zu finden. Bei ihrer Rückkehr fanden sie ihr Schiff Alabama vom Eis zerdrückt und von der Mannschaft verlassen vor. Sie mussten noch zwei weitere Winter in der Arktis ausharren, ehe sie im Juli 1912 von einem Fangschiff aufgenommen wurden.
Zu Beginn der 1920er Jahre waren dänische Jäger auf der Insel aktiv, sowohl am Kap Philip Broke sowie am Alabamahuset, wo Ejnar Mikkelsen und Iver Iversen zehn Jahre zuvor überwintert hatten.
Im Zweiten Weltkrieg betrieb die deutsche Marine von September 1943 bis Mai 1944 im Nordosten der Insel am Kap Sussi (75° 19′ N, 17° 48′ W) eine Wetterstation (Unternehmen Bassgeiger). Am 16. Oktober 1944 wurde das Wetterschiff Externsteine vor Kap Børgen von der US-Küstenwache entdeckt und aufgebracht.